# Texas State University System
Das Texas State University System ist ein Verbund staatlicher Universitäten im US-Bundesstaat Texas. Es wurde 1911 gegründet.

## Standorte
- Lamar University
- Lamar Institute of Technology
- Lamar State College-Orange
- Lamar State College-Port Arthur
- Texas State University (größter Standort; ehemals Southwest Texas State University genannt)
- Sam Houston State University
- Sul Ross State University